# پلاوسکو
پلاوسکو (به چکی: Plavsko) یک منطقهٔ مسکونی در جمهوری چک است که در ناحیه ییندریخوف هرادتس واقع شده‌است. پلاوسکو ۱۰٫۸۶ کیلومتر مربع مساحت و ۴۷۱ نفر جمعیت دارد و ۴۶۴ متر بالاتر از سطح دریا واقع شده‌است.